# Fonds des Nations unies pour la population
Le Fonds des Nations unies pour la population (FNUAP) (United Nations Fund for Population Activities puis United Nations Population Fund en anglais), créé en 1967, est la plus grande source des fonds de développement international pour la population, pour la planification familiale et à la santé de la mère et de l'enfant.
En travaillant avec des gouvernements et des ONG dans plus de 140 pays, le fonds appuie des activités (notamment en faveur du droit à la santé et pour l'égalité des chances) qui donnent de l'aide aux femmes, hommes et jeunes. L'actuelle Directrice exécutive est Natalia Kanem, nommée officiellement en octobre 2017, après une période d'intérim d'un an. Elle succède à Babatunde Osotimehin.

## Histoire
En 2002, les États-Unis, sous la présidence de George W. Bush, ont supprimé leur financement au fonds pour protester contre des politiques supposées liées à l'avortement en Chine.
En avril 2017, les États-Unis, à la suite de l'élection de Donald Trump, annoncent supprimer leurs financements au FNUAP. Ils étaient à ce moment-là le quatrième contributeur du fonds, avec un financement de 75 millions de dollars. Les États-Unis protestent contre le soutien du fonds à des politiques familiales de la Chine et pour s'opposer aux institutions soutenant l'avortement,.

## Financements
En 2004, le total des dons fut plus de 500 millions de dollars. 
En 2005, les vingt principaux donateurs (en $EU) du FNUAP furent :
- Pays-Bas - 75 924 773 $
- Suède - 48 681 245 $
- Norvège - 37 491 151 $
- Japon - 37 491 151 $
- Royaume-Uni - 36 469 076 $
- Danemark - 30 663 329 $
- Allemagne - 19 127 333 $
- Finlande - 18 692 206 $
- Canada - 11 572 581 $
- Suisse - 9 765 625 $
- Irlande - 3 816 993 $
- Belgique - 3 810 363 $
- France - 3 310 112 $
- Italie - 2 509 410 $
- Nouvelle-Zélande - 2 146 380 $
- Australie - 1 959 248 $
- Luxembourg - 1 293 661 $
- Chine - 900 000 $
- Espagne - 792 274 $
- Autriche - 782 336 $

## Direction
| Période                    | Nom                       | Pays            | Réf.  |
| -------------------------- | ------------------------- | --------------- | ----- |
| 1969 - 1987                | Rafael M. Salas (en)      | Philippines     | [ 4 ] |
| 1987 - 2000                | Nafis Sadik               | Pakistan        | [ 5 ] |
| 2001 - 2010                | Thoraya Ahmed Obaid       | Arabie saoudite | [ 6 ] |
| janvier 2011 - 5 juin 2017 | Babatunde Osotimehin (en) | Nigeria         | [ 7 ] |
| 3 octobre 2017 - en cours  | Natalia Kanem             | Panama          | [ 8 ] |

## Mécènes
- Mary de Danemark, princesse danoise[9]

## Ambassadrices
- Catarina Furtado, actrice portugaise[10]
- Ashley Judd, actrice américaine[11]
- Meseret Defar, athlète éthiopienne[12]
- Natalia Vodianova, mannequin russe[13]
- Amina Khalil (en), actrice égyptienne[14]
- Hazal Kaya, actrice turque[15]